# Darevskia praticola
Darevskia praticola là một loài thằn lằn trong họ Lacertidae. Loài này được Eversmann mô tả khoa học đầu tiên năm 1834.